# Vuelta a la Comunidad Valenciana 2018
La 69.ª edición de la competición ciclista la Vuelta a la Comunidad Valenciana fue una carrera de ciclismo en ruta por etapas que se celebró entre el 31 de enero y el 4 de febrero de 2018 en España, con inicio en el municipio de la Comunidad Valenciana de Oropesa del Mar y final en la ciudad de Valencia sobre un recorrido de 691,8 kilómetros.
La carrera hizo parte del UCI Europe Tour 2018 dentro de la categoría UCI 2.1
La carrera fue ganada por el corredor español Alejandro Valverde del equipo Movistar Team, en segundo lugar Luis León Sánchez (Astana) y en tercer lugar Jakob Fuglsang (Astana).

### Equipos participantes
Tomaron parte en la carrera 25 equipos: 11 de categoría UCI WorldTour 2018 invitados por la organización; 11 de categoría Profesional Continental; 3 de categoría Continental. Formando así un pelotón de 175 ciclistas de los que acabaron 159. Los equipos participantes fueron:
| WorldTeams (11)- Movistar Team - Sky - BMC Racing Team - Katusha-Alpecin - Lotto NL-Jumbo - Bahrain-Merida - Mitchelton-Scott - EF Education First-Drapac p/b Cannondale - AG2R La Mondiale - Astana - Dimension Data Equipos continentales profesionales (11)- CCC Sprandi Polkowice - Cofidis, Solutions Crédits - Gazprom-RusVelo - Sport Vlaanderen-Baloise - Israel Cycling Academy - Direct Énergie - Rally Cycling - Caja Rural-Seguros RGA - Euskadi Basque Country-Murias - Burgos-BH - Nippo-Vini Fantini-Europa Ovini Equipos continentales (3)- Polartec-Kometa - Fundación Euskadi - Inteja-Dominican cycling team |
| |

## Recorrido
La Vuelta a la Comunidad Valenciana dispuso de cinco etapas (incluyendo una contrarreloj individual) para un recorrido total de 691,8 kilómetros.
| Etapa     | Fecha     | Recorrido                   | type                     | Distancia (km) | Ganador            | Líder              |
| --------- | --------- | --------------------------- | ------------------------ | -------------- | ------------------ | ------------------ |
| 1.ª etapa | 31 de ene | Oropesa del Mar – Peñíscola | etapa llana              | 191,5          | Danny van Poppel   | Danny van Poppel   |
| 2.ª etapa | 1 de feb  | Bétera – Albuixech          | etapa de media montaña   | 154            | Alejandro Valverde | Alejandro Valverde |
| 3.ª etapa | 2 de feb  | Benitachell – Calpe         | contrarreloj por equipos | 23,2           | BMC Racing Team    | Alejandro Valverde |
| 4.ª etapa | 3 de feb  | Orihuela – Cocentaina       | etapa de montaña         | 184,2          | Alejandro Valverde | Alejandro Valverde |
| 5.ª etapa | 4 de feb  | Paterna – Valencia          | etapa llana              | 135,2          | Jürgen Roelandts   | Alejandro Valverde |

## Desarrollo de la carrera

### 1.ª etapa
| Oropesa del Mar - Peñíscola | etapa llana | (191,5 km) |

| \| Clasificación de la etapa \| Clasificación de la etapa \| Clasificación de la etapa \| Clasificación de la etapa \| Clasificación de la etapa \| \| Ciclista \| Ciclista \| Equipo \| Tiempo \| \| \| ------------------------- \| ------------------------- \| ------------------------------- \| ------------------------- \| ------------------------- \| \| 1.º \| Danny van Poppel \| LottoNL-Jumbo \| 4 h 34 min 13 s \| \| \| 2.º \| Luka Mezgec \| Mitchelton-Scott \| + 0 s \| \| \| 3.º \| Jürgen Roelandts \| BMC Racing Team \| + 0 s \| \| \| 4.º \| Daniel McLay \| EF Education First-Drapac \| + 0 s \| \| \| 5.º \| Clément Venturini \| AG2R La Mondiale \| + 0 s \| \| \| 6.º \| Hugo Hofstetter \| Cofidis, Solutions Crédits \| + 0 s \| \| \| 7.º \| Michał Kwiatkowski \| Team Sky \| + 0 s \| \| \| 8.º \| Oliver Naesen \| AG2R La Mondiale \| + 0 s \| \| \| 9.º \| Marco Canola \| Nippo-Vini Fantini-Europa Ovini \| + 0 s \| \| \| 10.º \| Angelo Tulik \| Direct Énergie \| + 0 s \| \| |                    |                                 |                 |
| |                    |                                 |                 |
| |                    |                                 |                 |
| Clasificación de la etapa |                    |                                 |                 |
| Ciclista | Ciclista           | Equipo                          | Tiempo          |
| 1.º | Danny van Poppel   | LottoNL-Jumbo                   | 4 h 34 min 13 s |
| 2.º | Luka Mezgec        | Mitchelton-Scott                | + 0 s           |
| 3.º | Jürgen Roelandts   | BMC Racing Team                 | + 0 s           |
| 4.º | Daniel McLay       | EF Education First-Drapac       | + 0 s           |
| 5.º | Clément Venturini  | AG2R La Mondiale                | + 0 s           |
| 6.º | Hugo Hofstetter    | Cofidis, Solutions Crédits      | + 0 s           |
| 7.º | Michał Kwiatkowski | Team Sky                        | + 0 s           |
| 8.º | Oliver Naesen      | AG2R La Mondiale                | + 0 s           |
| 9.º | Marco Canola       | Nippo-Vini Fantini-Europa Ovini | + 0 s           |
| 10.º | Angelo Tulik       | Direct Énergie                  | + 0 s           |

| \| Clasificación general \| Clasificación general \| Clasificación general \| Clasificación general \| Clasificación general \| \| Ciclista \| Ciclista \| Equipo \| Tiempo \| \| \| --------------------- \| --------------------- \| ------------------------------- \| --------------------- \| --------------------- \| \| 1.º \| Danny van Poppel \| LottoNL-Jumbo \| 4 h 34 min 03 s \| \| \| 2.º \| Luka Mezgec \| Mitchelton-Scott \| + 4 s \| \| \| 3.º \| Jürgen Roelandts \| BMC Racing Team \| + 6 s \| \| \| 4.º \| Daniel McLay \| EF Education First-Drapac \| + 10 s \| \| \| 5.º \| Clément Venturini \| AG2R La Mondiale \| + 10 s \| \| \| 6.º \| Hugo Hofstetter \| Cofidis, Solutions Crédits \| + 10 s \| \| \| 7.º \| Michał Kwiatkowski \| Team Sky \| + 10 s \| \| \| 8.º \| Oliver Naesen \| AG2R La Mondiale \| + 10 s \| \| \| 9.º \| Marco Canola \| Nippo-Vini Fantini-Europa Ovini \| + 10 s \| \| \| 10.º \| Angelo Tulik \| Direct Énergie \| + 10 s \| \| |                    |                                 |                 |
| |                    |                                 |                 |
| |                    |                                 |                 |
| Clasificación general |                    |                                 |                 |
| Ciclista | Ciclista           | Equipo                          | Tiempo          |
| 1.º | Danny van Poppel   | LottoNL-Jumbo                   | 4 h 34 min 03 s |
| 2.º | Luka Mezgec        | Mitchelton-Scott                | + 4 s           |
| 3.º | Jürgen Roelandts   | BMC Racing Team                 | + 6 s           |
| 4.º | Daniel McLay       | EF Education First-Drapac       | + 10 s          |
| 5.º | Clément Venturini  | AG2R La Mondiale                | + 10 s          |
| 6.º | Hugo Hofstetter    | Cofidis, Solutions Crédits      | + 10 s          |
| 7.º | Michał Kwiatkowski | Team Sky                        | + 10 s          |
| 8.º | Oliver Naesen      | AG2R La Mondiale                | + 10 s          |
| 9.º | Marco Canola       | Nippo-Vini Fantini-Europa Ovini | + 10 s          |
| 10.º | Angelo Tulik       | Direct Énergie                  | + 10 s          |

### 2.ª etapa
| Bétera - Albuixech | etapa de media montaña | (154 km) |

| \| Clasificación de la etapa \| Clasificación de la etapa \| Clasificación de la etapa \| Clasificación de la etapa \| Clasificación de la etapa \| \| Ciclista \| Ciclista \| Equipo \| Tiempo \| \| \| ------------------------- \| ------------------------- \| ------------------------- \| ------------------------- \| ------------------------- \| \| 1.º \| Alejandro Valverde \| Movistar Team \| 3 h 53 min 55 s \| \| \| 2.º \| Luis León Sánchez \| Astana \| + 0 s \| \| \| 3.º \| Jakob Fuglsang \| Astana \| + 0 s \| \| \| 4.º \| Giovanni Visconti \| Bahrain-Merida \| + 19 s \| \| \| 5.º \| Greg Van Avermaet \| BMC Racing Team \| + 19 s \| \| \| 6.º \| Merhawi Kudus \| Dimension Data \| + 19 s \| \| \| 7.º \| Pello Bilbao \| Astana \| + 19 s \| \| \| 8.º \| Alexis Vuillermoz \| AG2R La Mondiale \| + 19 s \| \| \| 9.º \| Ben Hermans \| Israel Cycling Academy \| + 19 s \| \| \| 10.º \| Adam Yates \| Mitchelton-Scott \| + 19 s \| \| |                    |                        |                 |
| |                    |                        |                 |
| |                    |                        |                 |
| Clasificación de la etapa |                    |                        |                 |
| Ciclista | Ciclista           | Equipo                 | Tiempo          |
| 1.º | Alejandro Valverde | Movistar Team          | 3 h 53 min 55 s |
| 2.º | Luis León Sánchez  | Astana                 | + 0 s           |
| 3.º | Jakob Fuglsang     | Astana                 | + 0 s           |
| 4.º | Giovanni Visconti  | Bahrain-Merida         | + 19 s          |
| 5.º | Greg Van Avermaet  | BMC Racing Team        | + 19 s          |
| 6.º | Merhawi Kudus      | Dimension Data         | + 19 s          |
| 7.º | Pello Bilbao       | Astana                 | + 19 s          |
| 8.º | Alexis Vuillermoz  | AG2R La Mondiale       | + 19 s          |
| 9.º | Ben Hermans        | Israel Cycling Academy | + 19 s          |
| 10.º | Adam Yates         | Mitchelton-Scott       | + 19 s          |

| \| Clasificación general \| Clasificación general \| Clasificación general \| Clasificación general \| Clasificación general \| \| Ciclista \| Ciclista \| Equipo \| Tiempo \| \| \| --------------------- \| --------------------- \| --------------------- \| --------------------- \| --------------------- \| \| 1.º \| Alejandro Valverde \| Movistar Team \| 8 h 27 min 58 s \| \| \| 2.º \| Luis León Sánchez \| Astana \| + 4 s \| \| \| 3.º \| Jakob Fuglsang \| Astana \| + 6 s \| \| \| 4.º \| Wout Poels \| Team Sky \| + 29 s \| \| \| 5.º \| Diego Rosa \| Team Sky \| + 29 s \| \| \| 6.º \| Pello Bilbao \| Astana \| + 29 s \| \| \| 7.º \| Greg Van Avermaet \| BMC Racing Team \| + 29 s \| \| \| 8.º \| David de la Cruz \| Team Sky \| + 29 s \| \| \| 9.º \| Primož Roglič \| LottoNL-Jumbo \| + 29 s \| \| \| 10.º \| Brent Bookwalter \| BMC Racing Team \| + 29 s \| \| |                    |                 |                 |
| |                    |                 |                 |
| |                    |                 |                 |
| Clasificación general |                    |                 |                 |
| Ciclista | Ciclista           | Equipo          | Tiempo          |
| 1.º | Alejandro Valverde | Movistar Team   | 8 h 27 min 58 s |
| 2.º | Luis León Sánchez  | Astana          | + 4 s           |
| 3.º | Jakob Fuglsang     | Astana          | + 6 s           |
| 4.º | Wout Poels         | Team Sky        | + 29 s          |
| 5.º | Diego Rosa         | Team Sky        | + 29 s          |
| 6.º | Pello Bilbao       | Astana          | + 29 s          |
| 7.º | Greg Van Avermaet  | BMC Racing Team | + 29 s          |
| 8.º | David de la Cruz   | Team Sky        | + 29 s          |
| 9.º | Primož Roglič      | LottoNL-Jumbo   | + 29 s          |
| 10.º | Brent Bookwalter   | BMC Racing Team | + 29 s          |

### 3.ª etapa
| Benitachell - Calpe | contrarreloj por equipos | (23,2 km) |

| \| Clasificación de la etapa \| Clasificación de la etapa \| Clasificación de la etapa \| Clasificación de la etapa \| Clasificación de la etapa \| Clasificación de la etapa \| \| Equipo \| Equipo \| Tiempo \| Diferencia \| Promedio \| \| \| ------------------------- \| ----------------------------- \| ------------------------- \| ------------------------- \| ------------------------- \| ------------------------- \| \| 1.º \| BMC Racing Team \| 27 min 24 s \| \| 50.772 km/h \| \| \| 2.º \| Astana \| 28 min 32 s \| + 1 min 08 s \| 48.757 km/h \| \| \| 3.º \| AG2R La Mondiale \| 28 min 36 s \| + 1 min 12 s \| 48.643 km/h \| \| \| 4.º \| Gazprom-RusVelo \| 29 min 00 s \| + 1 min 36 s \| 47.972 km/h \| \| \| 5.º \| CCC Sprandi Polkowice \| 29 min 00 s \| + 1 min 36 s \| 47.972 km/h \| \| \| 6.º \| Katusha-Alpecin \| 29 min 07 s \| + 1 min 43 s \| 47.780 km/h \| \| \| 7.º \| Euskadi Basque Country-Murias \| 29 min 10 s \| + 1 min 46 s \| 47.698 km/h \| \| \| 8.º \| Sport Vlaanderen-Baloise \| 29 min 18 s \| + 1 min 54 s \| 47.482 km/h \| \| \| 9.º \| Cofidis, Solutions Crédits \| 29 min 38 s \| + 2 min 14 s \| 46.974 km/h \| \| \| 10.º \| Direct Énergie \| 29 min 39 s \| + 2 min 15 s \| 46.948 km/h \| \| |                               |             |              |             |
| |                               |             |              |             |
| |                               |             |              |             |
| Clasificación de la etapa |                               |             |              |             |
| Equipo | Equipo                        | Tiempo      | Diferencia   | Promedio    |
| 1.º | BMC Racing Team               | 27 min 24 s |              | 50.772 km/h |
| 2.º | Astana                        | 28 min 32 s | + 1 min 08 s | 48.757 km/h |
| 3.º | AG2R La Mondiale              | 28 min 36 s | + 1 min 12 s | 48.643 km/h |
| 4.º | Gazprom-RusVelo               | 29 min 00 s | + 1 min 36 s | 47.972 km/h |
| 5.º | CCC Sprandi Polkowice         | 29 min 00 s | + 1 min 36 s | 47.972 km/h |
| 6.º | Katusha-Alpecin               | 29 min 07 s | + 1 min 43 s | 47.780 km/h |
| 7.º | Euskadi Basque Country-Murias | 29 min 10 s | + 1 min 46 s | 47.698 km/h |
| 8.º | Sport Vlaanderen-Baloise      | 29 min 18 s | + 1 min 54 s | 47.482 km/h |
| 9.º | Cofidis, Solutions Crédits    | 29 min 38 s | + 2 min 14 s | 46.974 km/h |
| 10.º | Direct Énergie                | 29 min 39 s | + 2 min 15 s | 46.948 km/h |

| \| Clasificación general \| Clasificación general \| Clasificación general \| Clasificación general \| Clasificación general \| \| Ciclista \| Ciclista \| Equipo \| Tiempo \| \| \| --------------------- \| --------------------- \| --------------------- \| --------------------- \| --------------------- \| \| 1.º \| Alejandro Valverde \| Movistar Team \| 8 h 27 min 58 s \| \| \| 2.º \| Luis León Sánchez \| Astana \| + 4 s \| \| \| 3.º \| Jakob Fuglsang \| Astana \| + 6 s \| \| \| 4.º \| Wout Poels \| Team Sky \| + 29 s \| \| \| 5.º \| Diego Rosa \| Team Sky \| + 29 s \| \| \| 6.º \| Pello Bilbao \| Astana \| + 29 s \| \| \| 7.º \| Greg Van Avermaet \| BMC Racing Team \| + 29 s \| \| \| 8.º \| David de la Cruz \| Team Sky \| + 29 s \| \| \| 9.º \| Primož Roglič \| LottoNL-Jumbo \| + 29 s \| \| \| 10.º \| Brent Bookwalter \| BMC Racing Team \| + 29 s \| \| |                    |                 |                 |
| |                    |                 |                 |
| |                    |                 |                 |
| Clasificación general |                    |                 |                 |
| Ciclista | Ciclista           | Equipo          | Tiempo          |
| 1.º | Alejandro Valverde | Movistar Team   | 8 h 27 min 58 s |
| 2.º | Luis León Sánchez  | Astana          | + 4 s           |
| 3.º | Jakob Fuglsang     | Astana          | + 6 s           |
| 4.º | Wout Poels         | Team Sky        | + 29 s          |
| 5.º | Diego Rosa         | Team Sky        | + 29 s          |
| 6.º | Pello Bilbao       | Astana          | + 29 s          |
| 7.º | Greg Van Avermaet  | BMC Racing Team | + 29 s          |
| 8.º | David de la Cruz   | Team Sky        | + 29 s          |
| 9.º | Primož Roglič      | LottoNL-Jumbo   | + 29 s          |
| 10.º | Brent Bookwalter   | BMC Racing Team | + 29 s          |

### 4.ª etapa
| Orihuela - Cocentaina | etapa de montaña | (184,2 km) |

| \| Clasificación de la etapa \| Clasificación de la etapa \| Clasificación de la etapa \| Clasificación de la etapa \| Clasificación de la etapa \| \| Ciclista \| Ciclista \| Equipo \| Tiempo \| \| \| ------------------------- \| ------------------------- \| -------------------------- \| ------------------------- \| ------------------------- \| \| 1.º \| Alejandro Valverde \| Movistar Team \| 4 h 48 min 35 s \| \| \| 2.º \| Adam Yates \| Mitchelton-Scott \| + 4 s \| \| \| 3.º \| Luis León Sánchez \| Astana \| + 4 s \| \| \| 4.º \| Jesús Herrada \| Cofidis, Solutions Crédits \| + 9 s \| \| \| 5.º \| Primož Roglič \| LottoNL-Jumbo \| + 10 s \| \| \| 6.º \| Jakob Fuglsang \| Astana \| + 10 s \| \| \| 7.º \| Pello Bilbao \| Astana \| + 15 s \| \| \| 8.º \| Roman Kreuziger \| Mitchelton-Scott \| + 18 s \| \| \| 9.º \| Kilian Frankiny \| BMC Racing Team \| + 24 s \| \| \| 10.º \| Ben Hermans \| Israel Cycling Academy \| + 30 s \| \| |                    |                            |                 |
| |                    |                            |                 |
| |                    |                            |                 |
| Clasificación de la etapa |                    |                            |                 |
| Ciclista | Ciclista           | Equipo                     | Tiempo          |
| 1.º | Alejandro Valverde | Movistar Team              | 4 h 48 min 35 s |
| 2.º | Adam Yates         | Mitchelton-Scott           | + 4 s           |
| 3.º | Luis León Sánchez  | Astana                     | + 4 s           |
| 4.º | Jesús Herrada      | Cofidis, Solutions Crédits | + 9 s           |
| 5.º | Primož Roglič      | LottoNL-Jumbo              | + 10 s          |
| 6.º | Jakob Fuglsang     | Astana                     | + 10 s          |
| 7.º | Pello Bilbao       | Astana                     | + 15 s          |
| 8.º | Roman Kreuziger    | Mitchelton-Scott           | + 18 s          |
| 9.º | Kilian Frankiny    | BMC Racing Team            | + 24 s          |
| 10.º | Ben Hermans        | Israel Cycling Academy     | + 30 s          |

| \| Clasificación general \| Clasificación general \| Clasificación general \| Clasificación general \| Clasificación general \| \| Ciclista \| Ciclista \| Equipo \| Tiempo \| \| \| --------------------- \| --------------------- \| -------------------------- \| --------------------- \| --------------------- \| \| 1.º \| Alejandro Valverde \| Movistar Team \| 13 h 16 min 23 s \| \| \| 2.º \| Luis León Sánchez \| Astana \| + 14 s \| \| \| 3.º \| Jakob Fuglsang \| Astana \| + 26 s \| \| \| 4.º \| Adam Yates \| Mitchelton-Scott \| + 37 s \| \| \| 5.º \| Jesús Herrada \| Cofidis, Solutions Crédits \| + 48 s \| \| \| 6.º \| Primož Roglič \| LottoNL-Jumbo \| + 49 s \| \| \| 7.º \| Pello Bilbao \| Astana \| + 54 s \| \| \| 8.º \| Roman Kreuziger \| Mitchelton-Scott \| + 57 s \| \| \| 9.º \| Kilian Frankiny \| BMC Racing Team \| + 1 min 03 s \| \| \| 10.º \| Amaro Antunes \| CCC Sprandi Polkowice \| + 1 min 09 s \| \| |                    |                            |                  |
| |                    |                            |                  |
| |                    |                            |                  |
| Clasificación general |                    |                            |                  |
| Ciclista | Ciclista           | Equipo                     | Tiempo           |
| 1.º | Alejandro Valverde | Movistar Team              | 13 h 16 min 23 s |
| 2.º | Luis León Sánchez  | Astana                     | + 14 s           |
| 3.º | Jakob Fuglsang     | Astana                     | + 26 s           |
| 4.º | Adam Yates         | Mitchelton-Scott           | + 37 s           |
| 5.º | Jesús Herrada      | Cofidis, Solutions Crédits | + 48 s           |
| 6.º | Primož Roglič      | LottoNL-Jumbo              | + 49 s           |
| 7.º | Pello Bilbao       | Astana                     | + 54 s           |
| 8.º | Roman Kreuziger    | Mitchelton-Scott           | + 57 s           |
| 9.º | Kilian Frankiny    | BMC Racing Team            | + 1 min 03 s     |
| 10.º | Amaro Antunes      | CCC Sprandi Polkowice      | + 1 min 09 s     |

### 5.ª etapa
| Paterna - Valencia | etapa llana | (135,2 km) |

| \| Clasificación de la etapa \| Clasificación de la etapa \| Clasificación de la etapa \| Clasificación de la etapa \| Clasificación de la etapa \| \| Ciclista \| Ciclista \| Equipo \| Tiempo \| \| \| ------------------------- \| ------------------------- \| ------------------------------- \| ------------------------- \| ------------------------- \| \| 1.º \| Jürgen Roelandts \| BMC Racing Team \| 2 h 58 min 26 s \| \| \| 2.º \| Danny van Poppel \| LottoNL-Jumbo \| + 0 s \| \| \| 3.º \| Clément Venturini \| AG2R La Mondiale \| + 1 s \| \| \| 4.º \| Nelson Soto Martínez \| Caja Rural-Seguros RGA \| + 1 s \| \| \| 5.º \| Baptiste Planckaert \| Katusha-Alpecin \| + 1 s \| \| \| 6.º \| Christophe Noppe \| Sport Vlaanderen-Baloise \| + 1 s \| \| \| 7.º \| Marco Canola \| Nippo-Vini Fantini-Europa Ovini \| + 1 s \| \| \| 8.º \| Yevgeniy Gidich \| Astana \| + 1 s \| \| \| 9.º \| Jonas Koch \| CCC Sprandi Polkowice \| + 1 s \| \| \| 10.º \| Hugo Hofstetter \| Cofidis, Solutions Crédits \| + 1 s \| \| |                      |                                 |                 |
| |                      |                                 |                 |
| |                      |                                 |                 |
| Clasificación de la etapa |                      |                                 |                 |
| Ciclista | Ciclista             | Equipo                          | Tiempo          |
| 1.º | Jürgen Roelandts     | BMC Racing Team                 | 2 h 58 min 26 s |
| 2.º | Danny van Poppel     | LottoNL-Jumbo                   | + 0 s           |
| 3.º | Clément Venturini    | AG2R La Mondiale                | + 1 s           |
| 4.º | Nelson Soto Martínez | Caja Rural-Seguros RGA          | + 1 s           |
| 5.º | Baptiste Planckaert  | Katusha-Alpecin                 | + 1 s           |
| 6.º | Christophe Noppe     | Sport Vlaanderen-Baloise        | + 1 s           |
| 7.º | Marco Canola         | Nippo-Vini Fantini-Europa Ovini | + 1 s           |
| 8.º | Yevgeniy Gidich      | Astana                          | + 1 s           |
| 9.º | Jonas Koch           | CCC Sprandi Polkowice           | + 1 s           |
| 10.º | Hugo Hofstetter      | Cofidis, Solutions Crédits      | + 1 s           |

## Clasificaciones finales
- Las clasificaciones finalizaron de la siguiente forma:[5]

### Clasificación general
| \| Clasificación general \| Clasificación general \| Clasificación general \| Clasificación general \| Clasificación general \| \| Ciclista \| Ciclista \| Equipo \| Tiempo \| \| \| --------------------- \| --------------------- \| -------------------------- \| --------------------- \| --------------------- \| \| 1.º \| Alejandro Valverde \| Movistar Team \| 16 h 14 min 53 s \| \| \| 2.º \| Luis León Sánchez \| Astana \| + 14 s \| \| \| 3.º \| Jakob Fuglsang \| Astana \| + 26 s \| \| \| 4.º \| Adam Yates \| Mitchelton-Scott \| + 37 s \| \| \| 5.º \| Jesús Herrada \| Cofidis, Solutions Crédits \| + 48 s \| \| \| 6.º \| Primož Roglič \| LottoNL-Jumbo \| + 49 s \| \| \| 7.º \| Pello Bilbao \| Astana \| + 54 s \| \| \| 8.º \| Roman Kreuziger \| Mitchelton-Scott \| + 57 s \| \| \| 9.º \| Kilian Frankiny \| BMC Racing Team \| + 1 min 03 s \| \| \| 10.º \| Amaro Antunes \| CCC Sprandi Polkowice \| + 1 min 09 s \| \| \| 11.º \| Ben Hermans \| Israel Cycling Academy \| + 1 min 09 s \| \| \| 12.º \| Gianni Moscon \| Team Sky \| + 1 min 13 s \| \| \| 13.º \| Alexis Vuillermoz \| AG2R La Mondiale \| + 1 min 17 s \| \| \| 14.º \| David de la Cruz \| Team Sky \| + 1 min 17 s \| \| \| 15.º \| Merhawi Kudus \| Dimension Data \| + 1 min 21 s \| \| |                    |                            |                  |
| |                    |                            |                  |
| Fuentes: ProCyclingStats Cycling Archives |                    |                            |                  |
| Clasificación general |                    |                            |                  |
| Ciclista | Ciclista           | Equipo                     | Tiempo           |
| 1.º | Alejandro Valverde | Movistar Team              | 16 h 14 min 53 s |
| 2.º | Luis León Sánchez  | Astana                     | + 14 s           |
| 3.º | Jakob Fuglsang     | Astana                     | + 26 s           |
| 4.º | Adam Yates         | Mitchelton-Scott           | + 37 s           |
| 5.º | Jesús Herrada      | Cofidis, Solutions Crédits | + 48 s           |
| 6.º | Primož Roglič      | LottoNL-Jumbo              | + 49 s           |
| 7.º | Pello Bilbao       | Astana                     | + 54 s           |
| 8.º | Roman Kreuziger    | Mitchelton-Scott           | + 57 s           |
| 9.º | Kilian Frankiny    | BMC Racing Team            | + 1 min 03 s     |
| 10.º | Amaro Antunes      | CCC Sprandi Polkowice      | + 1 min 09 s     |
| 11.º | Ben Hermans        | Israel Cycling Academy     | + 1 min 09 s     |
| 12.º | Gianni Moscon      | Team Sky                   | + 1 min 13 s     |
| 13.º | Alexis Vuillermoz  | AG2R La Mondiale           | + 1 min 17 s     |
| 14.º | David de la Cruz   | Team Sky                   | + 1 min 17 s     |
| 15.º | Merhawi Kudus      | Dimension Data             | + 1 min 21 s     |

### Clasificación de la montaña
| Clasificación de la montaña | Clasificación de la montaña | Clasificación de la montaña | Clasificación de la montaña | Clasificación de la montaña |
| Ciclista                    | Ciclista                    | Equipo                      | Puntos                      |                             |
| --------------------------- | --------------------------- | --------------------------- | --------------------------- | --------------------------- |
| 1.º                         | Preben Van Hecke            | Sport Vlaanderen-Baloise    | 27 pts                      |                             |
| 2.º                         | Cristián Rodríguez          | Caja Rural-Seguros RGA      | 21 pts                      |                             |
| 3.º                         | Alejandro Valverde          | Movistar Team               | 20 pts                      |                             |
| 4.º                         | Mathias Van Gompel          | Sport Vlaanderen-Baloise    | 17 pts                      |                             |
| 5.º                         | Garikoitz Bravo             | Euskadi-Murias              | 17 pts                      |                             |
| 6.º                         | Luis León Sánchez           | Astana                      | 12 pts                      |                             |
| 7.º                         | Jon Ander Insausti          | Bahrain-Merida              | 11 pts                      |                             |
| 8.º                         | Jakob Fuglsang              | Astana                      | 9 pts                       |                             |
| 9.º                         | Bryan Nauleau               | Direct Énergie              | 9 pts                       |                             |
| 10.º                        | Adam Yates                  | Mitchelton-Scott            | 8 pts                       |                             |

### Clasificación de los puntos
| Clasificación por puntos | Clasificación por puntos | Clasificación por puntos | Clasificación por puntos | Clasificación por puntos |
| Ciclista                 | Ciclista                 | Equipo                   | Puntos                   |                          |
| ------------------------ | ------------------------ | ------------------------ | ------------------------ | ------------------------ |

### Clasificación de los jóvenes
| Clasificación del mejor joven | Clasificación del mejor joven | Clasificación del mejor joven | Clasificación del mejor joven | Clasificación del mejor joven |
| Ciclista                      | Ciclista                      | Equipo                        | Tiempo                        |                               |
| ----------------------------- | ----------------------------- | ----------------------------- | ----------------------------- | ----------------------------- |
| 1.º                           | Kilian Frankiny               | BMC Racing Team               | 16 h 15 min 56 s              |                               |
| 2.º                           | Gianni Moscon                 | Team Sky                      | + 10 s                        |                               |
| 3.º                           | Merhawi Kudus                 | Dimension Data                | + 18 s                        |                               |
| 4.º                           | Neilson Powless               | LottoNL-Jumbo                 | + 52 s                        |                               |
| 5.º                           | Matteo Fabbro                 | Katusha-Alpecin               | + 1 min 01 s                  |                               |
| 6.º                           | Steff Cras                    | Katusha-Alpecin               | + 3 min 20 s                  |                               |
| 7.º                           | Alex Aranburu                 | Caja Rural-Seguros RGA        | + 3 min 54 s                  |                               |
| 8.º                           | Jaime Rosón                   | Movistar Team                 | + 4 min 24 s                  |                               |
| 9.º                           | Aleksandr Vlásov              | Gazprom-RusVelo               | + 4 min 27 s                  |                               |
| 10.º                          | Luka Pibernik                 | Bahrain-Merida                | + 4 min 33 s                  |                               |

### Clasificación por equipos
| Clasificación por equipos | Clasificación por equipos     | Clasificación por equipos | Clasificación por equipos |
| Equipo                    | Equipo                        | Tiempo                    |                           |
| ------------------------- | ----------------------------- | ------------------------- | ------------------------- |
| 1.º                       | Astana                        | 48 h 46 min 25 s          |                           |
| 2.º                       | Sky                           | + 2 min 13 s              |                           |
| 3.º                       | BMC Racing Team               | + 2 min 29 s              |                           |
| 4.º                       | Mitchelton-Scott              | + 3 min 30 s              |                           |
| 5.º                       | AG2R La Mondiale              | + 6 min 25 s              |                           |
| 6.º                       | Lotto NL-Jumbo                | + 6 min 40 s              |                           |
| 7.º                       | Bahrain-Merida                | + 9 min 53 s              |                           |
| 8.º                       | Katusha-Alpecin               | + 11 min 50 s             |                           |
| 9.º                       | CCC Sprandi Polkowice         | + 13 min 10 s             |                           |
| 10.º                      | Euskadi Basque Country-Murias | + 14 min 24 s             |                           |

## Evolución de las clasificaciones
| Etapa (Vencedor)               | Clasificación general | Clasificación de la montaña | Clasificación de los puntos | Clasificación de los jóvenes | Clasificación por equipos |
| ------------------------------ | --------------------- | --------------------------- | --------------------------- | ---------------------------- | ------------------------- |
| 1.ª etapa (Danny van Poppel)   | Danny van Poppel      | Ibai Salas                  |                             | Danny van Poppel             | Sky                       |
| 2.ª etapa (Alejandro Valverde) | Alejandro Valverde    | Garikoitz Bravo             |                             | Merhawi Kudus                | Astana                    |
| 3.ª etapa (BMC Racing)         | Alejandro Valverde    | Garikoitz Bravo             |                             | Merhawi Kudus                | Astana                    |
| 4.ª etapa (Alejandro Valverde) | Alejandro Valverde    | Preben Van Hecke            |                             | Kilian Frankiny              | Astana                    |
| 5.ª etapa (Jürgen Roelandts)   | Alejandro Valverde    | Preben Van Hecke            |                             | Kilian Frankiny              | Astana                    |
| Final                          | Alejandro Valverde    | Preben van Hecke            |                             | Kilian Frankiny              | Astana                    |

## UCI World Ranking
La Vuelta a la Comunidad Valenciana otorga puntos para el UCI Europe Tour 2018 y el UCI World Ranking, este último para corredores de los equipos en las categorías UCI ProTeam, Profesional Continental y Equipos Continentales. Las siguientes tablas muestran el baremo de puntuación y los 10 corredores que obtuvieron más puntos:
| Posición              | 1.ª | 2.ª | 3.ª | 4.ª | 5.ª | 6.ª | 7.ª | 8.ª | 9.ª | 10.ª | 11.ª | 12.ª | 13.ª-15.ª | 16.ª-25.ª |
| Clasificación general | 125 | 85  | 70  | 60  | 50  | 40  | 35  | 30  | 25  | 20   | 15   | 10   | 5         | 3         |
| Por etapa             | 14  | 5   | 3   |     |     |     |     |     |     |      |      |      |           |           |
| Líder                 | 3   |     |     |     |     |     |     |     |     |      |      |      |           |           |

| Clasificación | Clasificación      | Clasificación              | Clasificación | Clasificación | Clasificación | Clasificación |
| Posición      | Ciclista           | Equipo                     | General       | Etapa         | Líder         | Total         |
| ------------- | ------------------ | -------------------------- | ------------- | ------------- | ------------- | ------------- |
| 1.º           | Alejandro Valverde | Movistar                   | 125           | 28            | 9             | 162           |
| 2.º           | Luis León Sánchez  | Astana                     | 85            | 8             | -             | 93            |
| 3.º           | Jakob Fuglsang     | Astana                     | 70            | 3             | -             | 73            |
| 4.º           | Adam Yates         | Mitchelton-Scott           | 60            | 5             | -             | 65            |
| 5.º           | Jesús Herrada      | Cofidis, Solutions Crédits | 50            | -             | -             | 50            |
| 6.º           | Primož Roglič      | LottoNL-Jumbo              | 40            | -             | -             | 40            |
| 7.º           | Pello Bilbao       | Astana                     | 35            | -             | -             | 35            |
| 8.º           | Roman Kreuziger    | Mitchelton-Scott           | 30            | -             | -             | 30            |
| 9.º           | Kilian Frankiny    | BMC Racing                 | 25            | -             | -             | 25            |
| 10.º          | Danny van Poppel   | LottoNL-Jumbo              | -             | 19            | 3             | 22            |